# 6. konjeniška divizija (Avstro-Ogrska)
6. konjeniška divizija (izvirno nemško 6. Kavallerie-Division oz. nemško 6. Kavallerietruppen-Division) je bila konjeniška divizija avstro-ogrske kopenske vojske, ki je bila aktivna med prvo svetovno vojno.

## Organizacija
Maj 1914
- 5. konjeniška brigada
- 14. konjeniška brigada
- reitende Artillerie-Division Nr. 10

## Poveljstvo
Poveljniki 
- Oskar Wittmann: avgust - september 1914
- Otto Schwer von Schwertenegg: september 1914 - avgust 1917
- Herbert Herberstein: avgust - september 1917
- Dom Miguel von Bragança: oktober 1917 - november 1918